# Ramsjö landskommun
Ramsjö landskommun var en tidigare kommun i Gävleborgs län. Centralort var Ramsjö och kommunkod 1952-1970 var 2124.

## Administrativ historik
Ramsjö landskommun inrättades den 1 januari 1863 i Ramsjö socken i Hälsingland när 1862 års kommunalförordningar trädde i kraft. 
Kommunen påverkades inte av kommunreformen 1952.
Den 1 januari 1959 överfördes till Ramsjö landskommun och Ramsjö församling från Ljusdals landskommun och församling ett område med 43 invånare och omfattande en areal av 1,79 km², varav 1,77 km² land. I motsatt riktning överfördes ett obebott område omfattande en areal av 1,85 km², varav 1,83 km² land.
Den 1 januari 1971 blev Ramsjö landskommun en del av den nya Ljusdals kommun.

### Kyrklig tillhörighet
I kyrkligt hänseende tillhörde kommunen Ramsjö församling.

## Kommunvapnet
Blasonering: Sköld medelst klyvning och vågskuredelning kvadrerad av guld och svart, upptagande i vartdera fält 1 och 2 en inåt vänd korp med lyftad vinge samt i fält 3 och 4 två av vågskuror bildade bjälkar, allt av motsatta tinkturer.
Detta vapen fastställdes av Kungl. Maj:t den 18 december 1964. Se artikeln om Ljusdals kommunvapen för mer information.

## Geografi
Ramsjö landskommun omfattade den 1 januari 1952 en areal av 768,95 km², varav 726,50 km² land. Efter nymätningar och arealberäkningar samt områdesöverföringar färdiga den 1 januari 1961 omfattade landskommunen samma datum en areal av 770,68 km², varav 726,02 km² land.

### Tätorter i kommunen 1960
| Tätort     | Folkmängd |
| ---------- | --------- |
| Holmsveden | 292       |
| Ramsjö     | 288       |

Tätortsgraden i kommunen var den 1 november 1960 36,3 procent.

## Politik

### Mandatfördelning i valen 1938-1966
| 6 | 7 | 2 | 1 | 1 | 3 |

| 20 |

| 7 | 9 | 1 | 1 | 1 | 1 |

| 20 |

| 11 | 6 | 2 | 1 |

| 20 |

| 8 | 9 | 1 | 2 |

| 19 |

| 8 | 8 | 2 | 2 |

| 19 |

| 9 | 8 | 2 | 1 |

| 19 |

| 8 | 9 | 2 | 1 |

| 19 |

| 9 | 7 | 3 | 1 |

| 19 |

### Fotnoter
1. 1 2   ( PDF) Folkräkningen den 1 november 1960, I, Folkmängd inom kommuner och församlingar efter kön, ålder, civilstånd m.m.. Stockholm: Statistiska centralbyrån. 1961. sid. 54 & 203-204. Arkiverad från originalet den 15 juli 2015. https://www.webcitation.org/6a1zkRbkC?url=http://www.scb.se/Grupp/Hitta_statistik/Historisk_statistik/_Dokument/SOS/Folkrakningen_1960_01.pdf. Läst 16 november 2017 Arkiverad 14 oktober 2013 hämtat från the Wayback Machine.
2. ↑  Per Andersson: Sveriges kommunindelning 1863-1993, Draking, Mjölby 1993, ISBN 91-87784-05-X, s. 89
3. ↑  ”Svenska Heraldiska Föreningens vapendatabas”. Arkiverad från originalet den 18 oktober 2012. https://web.archive.org/web/20121018011750/http://databas.heraldik.se/index.php. Läst 9 januari 2011.
4. ↑   (PDF) Folkräkningen den 31 december 1950, I, Areal och folkmängd inom särskilda förvaltningsområden m.m., Tätorter. Stockholm: Statistiska centralbyrån. 1952-05-19. sid. 105. Arkiverad från originalet den 1 oktober 2014. https://www.webcitation.org/6T09ZkyrB?url=http://www.scb.se/Grupp/Hitta_statistik/Historisk_statistik/_Dokument/SOS/Folkrakningen_1950_1.pdf. Läst 9 oktober 2014 Arkiverad 29 oktober 2013 hämtat från the Wayback Machine.
5. ↑   ( PDF) Folkräkningen den 1 november 1960, II, Folkmängd inom tätorter efter kön, ålder och civilstånd.. Stockholm: Statistiska centralbyrån. 1961. sid. 27. Arkiverad från originalet den 29 juni 2015. https://www.webcitation.org/6ZeEB9Ija?url=http://www.scb.se/Grupp/Hitta_statistik/Historisk_statistik/_Dokument/SOS/Folkrakningen_1960_02.pdf. Läst 16 november 2017 Arkiverad 24 september 2015 hämtat från the Wayback Machine.